# Masaki Tsuchihashi
Masaki Tsuchihashi (土橋 正樹, Tsuchihashi Masaki) est un footballeur japonais né le 23 juillet 1972 dans la préfecture de Kanagawa au Japon.